# Закохані (фільм, 1969)
«Закохані» — радянський художній фільм режисера Ельйора Ішмухамедова, знятий за сценарієм Одельші Агішева в 1969 році.

## Сюжет
Дія фільму відбувається в Ташкенті. Головний герой, Родін, за власною ініціативою розлучається з дівчиною, яка його не кохає, і важко переживає розлуку. Рустам, другий герой, закоханий, талановитий і успішний. Третій герой, грек за походженням, знаходить свою матір і сестру і повертається на Батьківщину.

## У ролях
- Анастасія Вертинська — Таня
- Родіон Нахапетов — Родін
- Рустам Сагдуллаєв — Рустам
- Шухрат Іргашев — Шухрат
- Карен Хачатурян — Татос
- Гюзель Апанаева — Гузаль
- Джавлон Хамраєв — робітник
- Гані Агзамов — міліціонер
- Ровшан Агзамов — Бахадир
- Сергій Гурзо — Едік
- Улугбек Салахутдинов — Улугбек
- Хамза Умаров — батько Рустама
- Неля Атауллаєва — мати Рустама
- Рустам Закіров — Джавлон
- Володимир Барамиков — Саня
- Шухрат Іргашев — Шухрат
- Закір Мухамеджанов — Мавлянов
- С. Петросов — епізод
- Меліс Абзалов — шофер вантажівки
- М. Хайдаров — епізод
- Н. Шур — епізод
- Гані Агзамов — міліціонер
- Талят Рахімов — приятель Сані
- І. Людвіг — епізод
- Р. Умурзакова — епізод
- У. Мухібов — епізод
- Садір Зіямухамедов — епізод
- Рано Хамраєва — медсестра
- Бахтійор Іхтіяров — приятель Сані

## Знімальна група
- Режисер — Ельйор Ішмухамедов
- Сценарист — Одельша Агішев
- Оператор — Гасан Тутунов
- Композитор — Богдан Троцюк
- Художники — Садір Зіямухамедов, Михайло Чочієв